# Afrosmodicum
Afrosmodicum is een kevergeslacht uit de familie van de boktorren (Cerambycidae). De wetenschappelijke naam van het geslacht werd voor het eerst geldig gepubliceerd in 1975 door Martins.

## Soorten
Afrosmodicum is monotypisch en omvat slechts de volgende soort:
- Afrosmodicum ebeninum (Chevrolat, 1855)